# 楊闇公舊居
楊闇公舊居位於重慶市潼南縣雙江鎮。又称「郵政局大院」。1987年1月23日列為重慶市第二批市級文物保護單位初定名單。1992年3月19日列為重慶市第二批市級文物保護單位。1996年9月16日公佈為四川省第四批省級文物保護單位。2000年9月7日列為第一批重慶市文物保護單位。

## 簡介[5]
「郵政局大院」是楊闇公少年時代的舊居，位於雙江鎮北街，因其內曾設有「郵政代辦局」而得名，是楊家祖上的產業，為雙江楊氏家族經營的鋪面，後來分家時分到了楊闇公的父親楊淮清名下，1907年，楊淮清對郵政局進行維修，將這處經商的老宅維修成為現在的前店後院式，前面為郵政局的鋪面，後廳做起居地。隨後，楊家從鄉下全家遷到雙江鎮的「郵政局大院」居住。大院坐北朝南，占地1600平方米，建築面積1100平方米，修建於清咸豐年間，系典型的南方晚清懸山頂式民居青瓦建築。樓閣地板、雕花門窗、土漆壁檐，二進四重，每進辟有大小天井各一，天井兩側建有廂房，組成四合院格局。